# Aire de parade
Pour les articles homonymes, voir Lek.

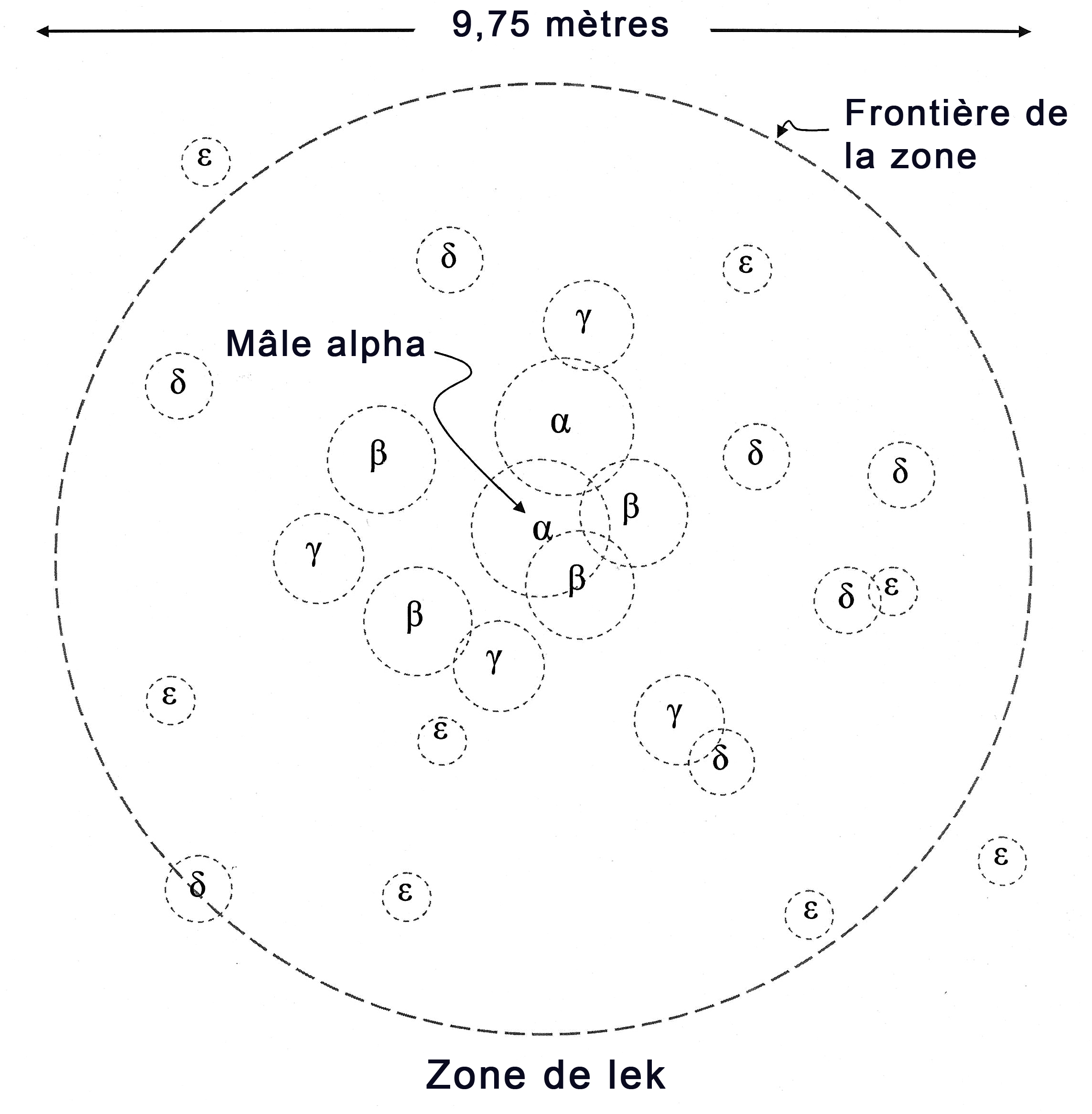
Une zone de lek, modélisée d'après le comportement du Tétras des armoises. Chaque mâle (mâle alpha le rang le plus élevé, mâle bêta, gamma) garde un territoire de quelques mètres en moyenne, dans lequel il peut attirer jusqu'à huit femelles ou plus. La taille de l'espace personnel (cercle) est proportionnelle au rang des individus. Typiquement, un lek comprend de 20 à 30 individus.

Une aire de parade, place de chant ou zone de lek réunit des mâles de certaines espèces animales dans une compétition de séduction pour déterminer les prérogatives pour l'accouplement. Ce type de parade nuptiale, qui concerne quelques espèces d'oiseaux et de poissons, est étudié dans le cadre de l'éthologie. Les leks se rassemblent quotidiennement avant et pendant la saison de reproduction.
Le même groupe de mâles se réunit traditionnellement dans le même lieu, prenant chacun toujours la même position dans l'arène, occupant et défendant un petit territoire ou cour. De façon intermittente ou continue, ils ont des prises de bec avec leurs voisins ou se livrent à des représentations visuelles ou sonores extravagantes (danses et postures particulières qui mettent en valeur les plumages, défis vocaux, etc.).
Une hiérarchie stricte accorde aux mâles de plus haut rang (les plus désirables), les territoires centraux les plus prestigieux, ce qui dévalue les autres aspirants rejetés vers l'extérieur. Les femelles se présentent dans ces arènes au moment où elles sont réceptives pour être fertilisées et habituellement tracent leur chemin vers l'un ou l'autre des dominants au centre.

## Étymologie
Le terme dérive du suédois Lek, un substantif qui désigne généralement des jeux et activités agréables et peu réglementés (comme les jeux des enfants). Plus spécifiquement, l'étymologie du mot est datée de 1871 et traduit le fait de courtiser (chez certains animaux) ; du suédois leka : « jouer ». Le terme arène de parade fait référence aux arènes de combat.

## Leks au sein du vivant

### Espèces concernées

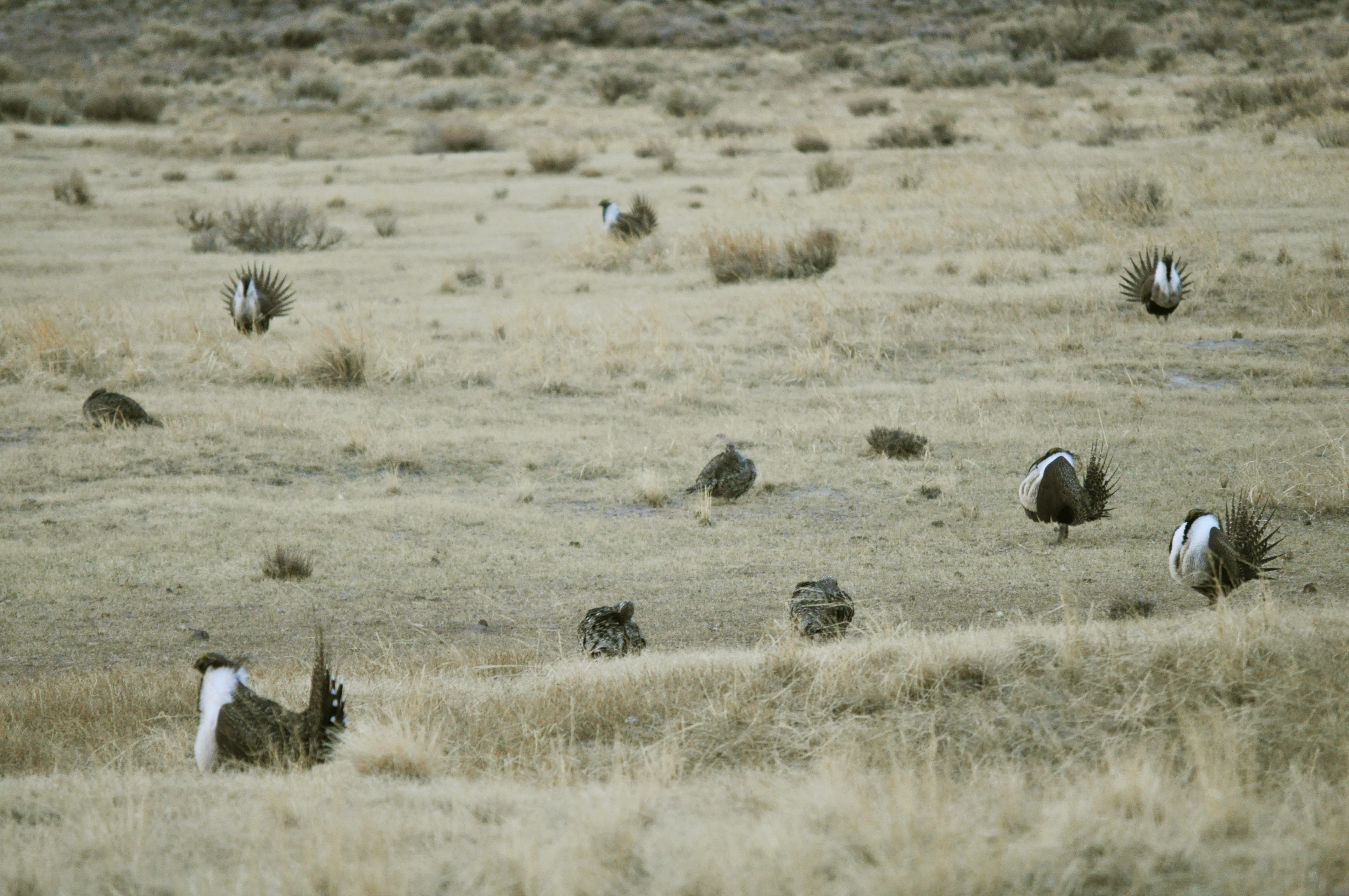
Tétras des armoises sur un lek classique dans le Comté de Mono en Californie (février 2009).

À l'origine, le terme a été le plus souvent utilisé pour le Tétras lyre (orrlek), pour le Grand Tétras (tjäderlek) et pour l'Outarde canepetière (oiseau des plaines céréalières). Le comportement de lek est courant pour les oiseaux comme le Tétras des armoises, le Tétras des prairies et le Tétras à queue fine. Ce comportement apparaît également chez des oiseaux d'autres familles comme le Combattant varié, la Bécassine double, le Flamant rose, l'Érismature à barbillons, des oiseaux mouches comme le Colibri à queue large, l'Ermite à brins blancs ou l'Ermite vert, les pipridés, les paradisiers, le Piauhau hurleur (voir Cotingidae) et le Kakapo, chez certains mammifères comme les Cobe de Buffon ou de Leche et le Topi, chez certaines espèces de poissons, de crabe comme Uca pugnax et même chez des insectes comme les moucherons et certaines mites (Hepialus humuli). Le rut du cerf est aussi très similaire.
Il existe des conflits entre éthologues quant à savoir si les comportements de lek présents chez des animaux de groupes très différents doivent être traités d'une façon identique et, en particulier, si des pressions de sélection similaires ont présidé à leur apparition.

### Différents comportements de parade
On distingue deux types principaux de lek : classique et éclaté. Dans un lek classique, les individus se réunissent à la vue les uns des autres et recherchent la compétition. Le concours physique dans ces situations est fréquent, et joue un rôle important dans les rituels d'accouplement de certaines espèces littorales ou terrestres.
Chez le poisson Copadichromis eucinostomus, les mâles construisent des châteaux avec du sable. Celui qui possède le monticule le plus grand — près d'un mètre de large à la base — séduit davantage de femelles. Ces châteaux demandent à cet animal de dix centimètres de long deux semaines de travail. Les paons se réunissent également en leks afin d'exhiber leurs queues.
Les leks éclatés sont basés sur les signaux vocaux. Les mâles du chien volant à tête en marteau (Hypsignathus monstrosus, une chauve-souris) ont un larynx qui occupe plus de la moitié du corps. Pendant la saison de reproduction, ils se rassemblent pendant plusieurs heures, à l'aube et au crépuscule, pour corner à destination des femelles.
L'exemple le plus célèbre de lek éclaté est l'appel explosif du rare Kakapo dont les mâles se positionnent à plusieurs kilomètres de distance les uns des autres pour se signaler à d'éventuelles compagnes. Les femelles semblent avoir des difficultés considérables à localiser les mâles isolés à tel point que la population a décru sur l'île principale de Nouvelle-Zélande pendant plusieurs années avant l'intervention humaine. Ce serait un facteur significatif pour expliquer la faiblesse du taux de reproduction qui a mené l'espèce au bord de l'extinction[réf. nécessaire].

## Sélection sexuelle au sein des leks

### Paradoxe des leks
Le choix persistant des femelles pour un trait mâle particulier devrait éroder la diversité génétique et donc supprimer les avantages de ce type de choix ; pourtant, il persiste. C'est encore plus évident pour les espèces où les femelles ne retirent aucun avantage matériel ou soins parentaux des mâles. Ce paradoxe peut être quelque peu modulé par le fait que certaines mutations introduisant des différences potentielles apparaissent ; de plus, les traits favorables concernés par cette sélection peuvent être des allèles récessifs.
Chez quelques espèces (les paons et le Tétras lyre), les leks sont composés de frères et demi-frères. Ces espèces évitent ce paradoxe, car les mâles de rang inférieur transmettent leur gènes en attirant des femelles pour leurs frères dominants (les leks les plus grands attirant davantage de femelles). Les paons reconnaissent leurs frères et participent aux mêmes leks, même s'ils ne s'étaient jamais rencontrés auparavant.

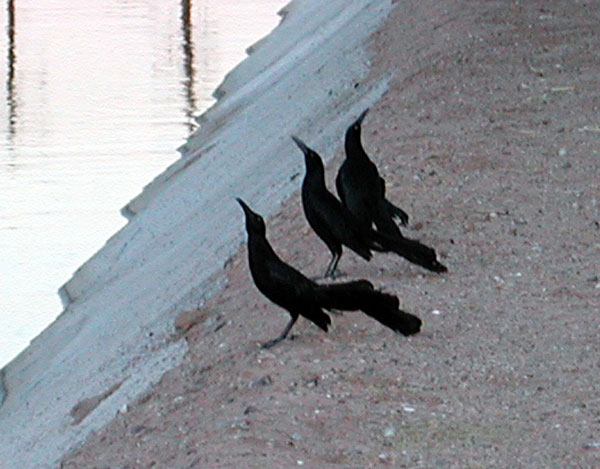
Un groupe de trois mâles quiscales à longue queue (Quiscalus mexicanus) qui ont peut-être attiré l'attention d'une femelle réceptive.